# Paulie Malignaggi
Paul Malignaggi, detto Paulie (Bensonhurst, 23 novembre 1980), è un ex pugile statunitense.
Attivo tra il 2001 e il 2017, nel corso della sua carriera è stato campione mondiale in due categorie di peso, avendo detenuto il titolo IBF dei pesi superleggeri e quello WBA dei welter.

## Biografia
Malignaggi nasce a Brooklyn, nel quartiere di Bensonhurst, figlio di immigrati italiani; dopo aver trascorso la propria infanzia a Siracusa, all'età di sei anni torna con la famiglia negli Stati Uniti d'America.